# Förhöret (film, 1982)
Förhöret (polska: Przesłuchanie) är en polsk dramafilm i regi av Ryszard Bugajski och med Krystyna Janda i huvudrollen. Den utspelar sig i 1950-talets Polen och handlar om en nattklubbssångerska som sätts i politiskt fängelse, där hon blir brutalt förhörd och torterad utan att få veta vad hon är anklagad för.
Filmen producerades av Andrzej Wajdas produktionsbolag Zespól Filmowy "X" under 1981. I december 1981 infördes krigslagar i Polen och filmen blev politiskt omöjlig. Den visades en gång 23 april 1982 innan den stoppades och Zespól Filmowy "X" tvingades att lägga ned. Bugajski förföljdes av myndigheterna och emigrerade till Kanada där han bodde 1985–1995. Filmen kopierades dock till videoband som spreds underjordiskt och en romanversion tryckt av det underjordiska förlaget NOWA fick stor spridning.
Filmen hade ordinarie biopremiär i Polen 13 december 1989. Den tävlade vid filmfestivalen i Cannes 1990 där Janda vann priset för bästa skådespelerska. Den hade svensk premiär på Kanal 1 den 25 maj 1991. Vid Europeiska filmpriset 1990 blev den nominerad till bästa film, Janda blev nominerad till bästa skådespelerska och Bugajski och Janusz Dymek blev nominerade för bästa manus.
År 1985 och 2000 gav Bugajski ut två uppföljare i romanform.

## Medverkande
- Krystyna Janda som Antonina Dziwisz
- Adam Ferency som Tadeusz Morawski
- Janusz Gajos som major "Kapielowy"
- Agnieszka Holland som Witkowska
- Anna Romantowska som Mira Szajnert
- Bożena Dykiel som bondkvinna
- Olgierd Łukaszewicz som Konstanty